# 四川电视节
四川电视节（英語：Sichuan TV Festival，简称SCTVF）是在中国四川成都举办的国家级、国际性广电影视对外交流活动。电视节创办于1991年，每两年举办一届，由中国国家广播电视总局、四川省人民政府主办，四川省广播电视局、四川广播电视台承办。
四川电视节上颁发金熊猫奖，目前奖项设有纪录片、电影、电视剧、动画、特别奖五大类别。其中的电视剧类别奖项该奖曾于1995年后中断评选18年，于2013年恢复颁发；纪录片类别奖项长期颁发。

## 历届概况
| 届数 | 举行时间                 | 举行地点                                      | 备注  |
| ---- | ------------------------ | --------------------------------------------- | ----- |
| 1    | 1991年9月24日至29日      | 成都                                          |       |
| 2    | 1993年9月22日至27日      | 成都                                          |       |
| 3    | 1995年9月21日至26日      | 成都                                          |       |
| 4    | 1997年10月28日至31日     | 成都                                          |       |
| 5    | 1999年10月28日至31日     | 成都国际会展中心                              |       |
| 6    | 2001年10月27日至10月31日 | 成都                                          |       |
| 7    | 2003年10月28日至10月31日 | 成都                                          |       |
| 8    | 2005年11月26日至11月28日 | 成都国际会展中心 成都金色歌剧院（颁奖）       | [ 5 ] |
| 9    | 2007年10月28日至10月30日 | 成都国际会展中心                              |       |
| 10   | 2009年11月6日至11月8日   | 成都世纪城新国际会展中心                      |       |
| 11   | 2011年11月11日至11月13日 | 成都                                          |       |
| 12   | 2013年11月16日至11月18日 | 成都                                          |       |
| 13   | 2015年11月6日至11月8日   | 成都                                          |       |
| 14   | 2017年11月2日至11月4日   | 成都世纪城国际会展中心                        |       |
| 15   | 2019年10月30日至11月1日  | 成都世纪城国际会展中心 成都城市音乐厅（颁奖） |       |
| 16   | 推迟中                   |                                               | [ 6 ] |

## 电视剧类别主要奖项

### 第1届
各奖项得主为：
- 最佳男主角：陈道明

### 第4-11届
无奖项评选

### 第12届
各奖项得主为：
- 最佳电视剧：《唐顿庄园》
- 最佳导演：Hans Herbots（荷兰语：Hans Herbots）
- 最佳男主角：文章
- 最佳女主角：蒋雯丽

### 第13届
各奖项得主为：
- 长篇电视剧类大奖：《平凡的世界》
- 最佳长篇电视剧：《无罪释放》
- 评委会特别奖：《来自星星的你》
- 长篇电视剧最佳导演：马克·维吉尔（西班牙语：Marc Vigil）
- 长篇电视剧最佳男演员：李雪健
- 长篇电视剧最佳女演员：全智贤
- 短篇电视剧类大奖：《神探夏洛克第三季》
- 最佳短片奖：《波尔达克》

### 第14届
未颁发电视剧类奖项。

### 第15届
奖项改名为“金熊猫”国际传播奖，各奖项得主为：
- 最佳电视剧奖：《鸡毛飞上天》、《父母爱情》、《温州一家人》
- 最佳导演奖：孔笙，简川訸
- 最佳男演员：郭涛
- 最佳女演员：殷桃